# Edward Gerald Butler
El mayor general Edward Gerald Butler fue un oficial del Ejército Británico que sirvió a finales del siglo XVIII y comienzos del XIX actuando en la Campaña de Flandes, en Holanda, las Indias Occidentales, Invasiones Inglesas al Río de la Plata, África e Islas Mauricio.

## Biografía
Edward Gerald Butler sirvió como corneta en Flandes en el regimiento n.º 15 de Dragones Ligeros.
Durante esa campaña Sir Edward Butler fue uno de los 8 oficiales honrados por el Emperador de Austria con la medalla de la Orden Militar de María Teresa por su actuación en la batalla de Villers-en-Cauchies, cerca de Cambrai, del 24 de abril de 1794 en la que solo 300 británicos y austríacos al mando del teniente general Rudolf Ritter von Otto para salvar a su emperador, Francisco I de Austria, atacaron sin órdenes a una fuerza francesa de 7000 hombres comandada por el mayor general Charles Bertin Chapuis de Tourville consiguiendo derrotarla.

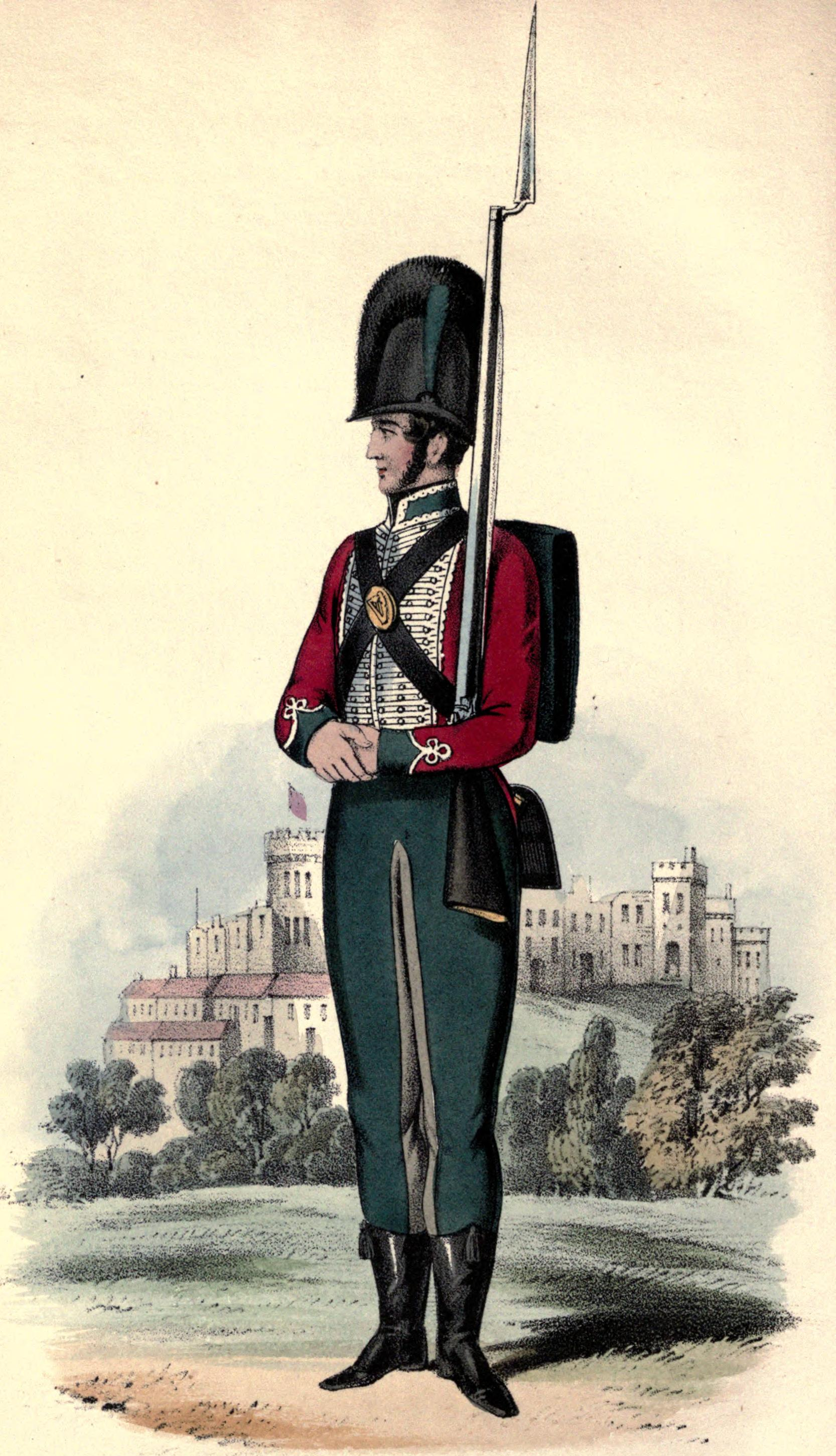
Regimiento n.º 87 (1793).

El 13 de mayo de 1794 pasó a servir como teniente del regimiento n.º 11 de Dragones Ligeros y el 12 de abril de 1796 se convirtió en mayor del regimiento n.º 87 de Infantería.
El 16 de agosto de 1804 fue ascendido a teniente coronel.
Con ese grado participó de la segunda invasión inglesa al Río de la Plata.
En la jornada del desastroso ataque a la Ciudad de Buenos Aires, domingo 5 de julio de 1807, una mitad del regimiento 87.º, al mando de Samuel Auchmuty y de su comandante Butler, ingresó a las 7 de la mañana por la actual calle Marcelo T. de Alvear mientras que otra columna al mando del mayor Miller avanzaba por la actual calle Santa Fe.
El principal combate se dio en el Retiro, defendido por cerca de mil hombres al mando de Juan Antonio Gutiérrez de la Concha (en su mayoría marinos y milicianos del Tercio de Gallegos. Auchmuty recordaba durante el juicio al comandante del ejército John Whitelocke: "Aunque el fuego era extremadamente destructivo, sobre todo para los granaderos, la columna siguió forzando su avance; y cuando un intenso fuego de mosquetes se abatió sobre nosotros desde un edificio que luego reconocí como la Plaza de Toros y en él había alrededor de un millar de hombres, la columna quedó durante algún tiempo expuesta a él, aún deseosa de avanzar. Nuestra retaguardia comenzó entonces a disparar, lo que hizo más peligrosa la situación de quienes estaban al frente. Al fin, la columna empezó a vacilar y retroceder. En ese momento, el coronel Butler, con suprema valentía, se forzó por detener a los hombres e inducirlos a seguirme en un intento de entrar en un jardín a la derecha de la calle, cosa que logramos, llegando a la calle siguiente que era paralela a la que habíamos dejado".
Tras la capitulación, Butler regresó a su país. El 4 de junio de 1811 fue ascendido a coronel y el 4 de junio de 1814 a mayor general.